# Karpinsk
Karpinsk (ru. Карпинск) este un oraș din Regiunea Sverdlovsk, Federația Rusă și are o populație de 31.216 locuitori. Localizat în Munții Urali, pe Turia, a luat naștere în 1941 prin unirea localităților Bogoslovski și Ugolnîi. Localitatea și-a luat numele după cel al geologului Alexandr Petrovici Karpinski. Industria constructoare de mașini și a lemnului.